# Бертран, Марк
Марк Бертран Виланова (исп. Marc Bertrán Vilanova; 22 мая 1982, Побла-де-Сегур, Испания) — испанский футболист, защитник.

## Биография

### Клубная карьера
Марк Бертран начал заниматься футболом в команде «Побла-де-Сегюр», где также начинал Карлес Пуйоль. После этого Марк перебрался в «Эспаньол», где выступал в молодёжной команде. В сезоне 2004/05 Бертран был отдан в аренду клубу второго дивизиона «Кордова». Не сумев закрепиться в составе «Эспаньола» Марк, сменил ещё два клуба — «Кадис» и «Лорка Депортива».
В 2006 году Бертран подписал соглашение с клубом «Тенерифе». Став игроком основного состава, Бертран был одним из лидеров обороны команды, которая в сезоне 2008/09 сумела добиться выхода в элитный испанский дивизион после семилетнего перерыва. В сезоне 2009/10, который «Тенерифе» проводил в Примере, Бертран сыграл в 21 матче и забил один гол в ворота «Альмерии» (2:2). В том сезоне Бертран пропустил почти 4 месяца из-за травмы, полученной от Ройстона Дренте в матче против «Реала» (0:3). По итогам сезона «Тенерифе» занял 18-е место и вылетел в Сегунду. В турнире 2010/11 защитник по-прежнему сохранял за собой место в основе, однако команда вновь провела неудачный сезон и вылетела в третий дивизион.
В мае 2011 года Марк Бертран подписал контракт с «Осасуной», вернувшись в элитный дивизион испанского футбола.

### Международная карьера
Провёл один матч за молодёжную сборную Испании.